# Канада (Тернопіль)
«Кана́да» — мікрорайон у центрально-східній частині міста Тернополя.

## Історія
Мікрорайон почали забудовувати наприкінці 1970-х — початку 1980-х років.

## Вулиці
- Академіка Степана Балея
- Бойківська
- В'ячеслава Будзиновського
- Михайла Вербицького
- Полковника Дмитра Вітовського
- Гуцульська
- Заміська
- Канадська
- Євгена Коновальця
- Лемківська
- Над Яром
- Полковника УПА Омеляна Польового
- Іллі Рєпіна
- Уласа Самчука
- Уласа Самчука-бічна
- Василя Сімовича
- Кошового Івана Сірка
- Павла Чубинського

## Храми
- Святого Івана Богослова УГКЦ
- Костел Божого милосердя і Божої Матері Неустанної Помочі РКЦ
- Кафедральний собор Віри, Надії, Любові і матері їх Софії УПЦ МП

## Навчальні заклади
Дошкільні:
- Дитячий садок № 33

Школи:
- Тернопільська загальноосвітня школа № 23
- Тернопільська класична гімназія

## Установи
- Центр екстреної медичної допомоги
- Станція швидкої медичної допомоги
- Відділення поліції № 1
- Відділення поштового зв'язку № 20
- Міський відділ міграційної служби в м. Тернопіль
- Кримінально-виконавча інспекція м. Тернопіль
- АТП Тернопільської облради